# Andra filippinska republiken
Andra filippinska republiken, officiellt känd som Republiken Filippinerna (tagalog: Repúbliká ng Pilipinas), var en stat i Filippinerna som etablerades den 14 oktober 1943 under japansk ockupation.
President Manuel L. Quezon förklarade huvudstaden Manila en "öppen stad" och lämnade den under borgmästare Jorge B. Vargas styre. Japanerna gick in i staden den 2 januari 1942 och förklarade den som huvudstad. Japan erövrade Filippinerna helt den 6 maj 1942, efter slaget vid Corregidor.
General Masaharu Homma upplöste Filippinska samväldet och etablerade den Filippinska verkställande kommissionen, en expeditionsministär, med Vargas som dess första ordförande. Alla politiska partier förbjöds och ersattes av den opartiska KALIBAPI - Kapisanan sa Paglilingkod sa Bagong Pilipinas (tagalog för "organisationen i tjänst i Nya Filippinerna"). KALIBAPI:s generaldirektör var Benigno S. Aquino.
En konstitution bildades av den Förberedande kommissionen för självständighet, som bestod av 20 medlemmar från KALIBAPI. Den förberedande kommissionen, som leddes av José P. Laurel, presenterade sitt utkast till konstitution den 4 september 1943 och tre dagar senare ratificerade KALIBAPI:s generalförsamling förslaget till konstitution.
Den 20 september 1943 valde KALIBAPI:s representantgrupper i landets provinser och städer femtiofyra medlemmar bland dem själva till den filippinska nationalförsamlingen, landets lagstiftande församling, med femtiofyra guvernörer och borgmästare som före detta officio-ledamöter.
Tre dagar efter upprättandet av nationalförsamlingen hölls dess konstituerande sammanträde i det lagstiftande huset och valde Benigno S. Aquino genom majoritetsbeslut som sin förste talare och José P. Laurel som president i Republiken Filippinerna, som installerades den 15 oktober 1943 vid grundandet av republiken.
I september 1944 förklarade man krig mot USA och Storbritannien. Efter återkomsten av de amerikanskledda allierade styrkorna evakuerades regeringen i andra republiken från Manila till Baguio. Andra filippinska republiken upplöstes formellt av president Laurel i Tokyo den 17 augusti 1945.